# Motivo estructural ALPS
El motivo estructural ALPS (por sus siglas en inglés Amphipathic Lipid Packing Sensor) es un motivo estructural de proteínas que fue identificado por primera vez en 2005 en la enzima ARFGAP1

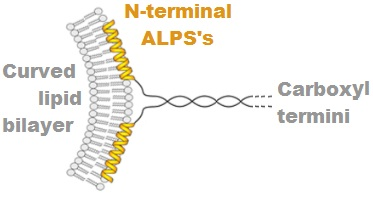
Motivos ALPS asociados con la adsorción a bicapas lipídicas curvadas.

La curvatura de una bicapa lipídica de fosfolípidos, como por ejemplo la de un liposoma, produce perturbaciones en el empaquetamiento de los lípidos en el lado de la bicapa que tiene la mayor área superficial. Cuanto menos "ordenado" o más laxo sea el empaquetamiento de los lípidos, más reconocido será por estas estructuras.
Los motivos ALPS son porciones de proteínas de 20 a 40 aminoácidos de longitud que poseen importantes colecciones de diferentes tipos de residuos de aminoácidos. Los residuos voluminosos de aminoácidos hidrófobos como la fenilalanina, Leucina y el Triptófano se encuentran presentes cada 3 o 4 posiciones, con muchos aminoácidos polares presentes entremedias, como la glicina, serina o treonina. Los ALPS carecen de estructura en disolución, pero se pliegan en alfa hélice cuando se asocian con una bicapa lipídica, como la de los residuos hidrofóbicos que se insertan entre lípidos como los empaquetados no muy densamente los residuos polares que miran hacia el citoplasma acuoso.